# Camillo Pavanello
Camillo Pavanello (Terni, 20 ottobre 1879 – Genova, 7 luglio 1951) è stato un ginnasta italiano, genovese di adozione ma ternano di nascita, che fu attivo a fine XIX secolo e nei primi anni del Novecento.

## Biografia
Operaio delle Officine Ansaldo, fu il primo atleta italiano a partecipare a una olimpiade estiva dell'era moderna: la II Olimpiade svoltasi a Parigi nell'anno 1900.
Iscritto alla Società Ginnastica Sampierdarenese di Sampierdarena (in epoca moderna quartiere di Genova, che a quel tempo era comune), aveva ventun anni quando partecipò ai Giochi parigini, classificandosi ventottesimo.
Un risultato non certo eclatante, ma la sola partecipazione ai secondi giochi olimpici dell'era moderna sarebbe stata di per sé sufficiente a garantirgli un giusto festeggiamento al ritorno in patria, cosa che non poté avvenire per il lutto nazionale dovuto al concomitante assassinio del re Umberto I.
Non è dato sapere quanto Pavanello fosse rimasto deluso da ciò: di certo si sa che raccolse minuziosamente le sue memorie attraverso ritagli di giornale incollati da lui personalmente su un piccolo quaderno. A ricordarlo, nell'antica società ginnica di Sampierdarena, ancora esistente, restano coppe e trofei leggermente segnati dal tempo.
Un libro dedicato alla figura di Pavanello è stato scritto nel 1991 dal giornalista Silvio Parodi; al ginnasta ligure il comune di Genova ha intitolato da tempo i giardini in via Paolo Reti, nei pressi della palestra.
Secondo il libro di Tuvo e Campagnol (pag. 293), sarebbe morto invece nel 1956.